# Чапюк Ростислав Степанович
Ростислав Степанович Чапюк (нар. 22 травня 1937, село Русів, тепер Володимирського району Волинської області) — український діяч, 1-й секретар Володимир-Волинського міськкому КПУ, науковий працівник відділу форм управління Інституту аграрної економіки УААН. Народний депутат України 2-го скликання.

## Біографія
Народився у селянській родині.
У 1954—1959 роках — студент факультету економіки і організації виробництва Львівського сільськогосподарського інституту, вчений агроном-економіст.
У квітні 1959 — лютому 1960 року — агроном колгоспу імені Чапаєва Володимир-Волинського району Волинської області. У лютому 1960 — травні 1961 року — агроном колгоспу «Радянська Україна» Володимир-Волинського району Волинської області.
Член КПРС по 1991 рік.
У травні 1961 — лютому 1967 року — голова колгоспу імені Шевченка Володимир-Волинського району Волинської області.
У лютому 1967 — червні 1970 року — начальник Володимир-Волинського районного управління сільського господарства Волинської області.
У червні 1970 — квітні 1972 року — 2-й секретар Володимир-Волинського районного комітету КПУ Волинської області.
У квітні 1972 — січні 1975 року — 1-й секретар Ратнівського районного комітету КПУ Волинської області.
У січні 1975 — квітні 1980 року — завідувач сільськогосподарського відділу Волинського обласного комітету КПУ.
У квітні 1980 — серпні 1987 року — 1-й секретар Володимир-Волинського міського комітету КПУ Волинської області. У 1987 році був звільнений з посади за публічну критику зловживань владою керівниками Волинського обласного комітету КПУ.
У серпні 1987 — лютому 1991 року — головний агроном, заступник начальника Луцького районного агропромислового об'єднання Волинської області.
У лютому 1991 — червні 1992 року — начальник управління з земельних ресурсів і земельної реформи при Волинському облвиконкомі. У червні — вересні 1992 року — безробітний.
Член Селянської партії України (СелПУ) (.12.1991—.04.2001), голова Волинської обласної організації СелПУ (.12.1991—.04.2001); член Вищої ради СелПУ, був заступником голови СелПУ.
У вересні 1992 — серпні 1994 року — науковий працівник відділу форм управління Інституту аграрної економіки УААН.
Народний депутат України 2-го демократичного скликання з .08.1994 (2-й тур) до .04.1998, Ківерцівський виборчий округ № 71, Волинська область. Голова підкомітету з питань земельного законодавства Комітету з питань економічної політики та управління народного господарства. Член (уповноважений) фракції СПУ і СелПУ (до цього член групи «Аграрники України»).
З травня 1998 року — на пенсії.
З 2001 року — 1-й секретар Волинського обласного комітету Партії соціального захисту інтересів селян. У 2003 році став одним із засновників і заступником голови Всеукраїнської громадської організації «Захист дітей війни», головою Волинської обласної громадської організації.

## Нагороди
- два ордени Трудового Червоного Прапора (.12.1965, .12.1977)
- орден «Знак Пошани» (.04.1971)
- медалі
- заслужений працівник сільського господарства України (.08.1997)
- почесний магістр права (.08.1996)